# EuroVelo in Österreich
Die EuroVelo-Routen in Österreich sind Teil des internationalen Projekts EuroVelo zur Schaffung eines aus 17 Routen bestehenden Netzes von Radfernwegen, das den gesamten europäischen Kontinent erschließen soll. Der EuroVelo-Koordinator NECC (National EuroVelo Coordindation Center) in Österreich ist die Radlobby Österreich. Sie beitreibt die EuroVelo-Einstiegsseite.
Durch Österreich führen folgende fünf Routen:

## EV 6
Der Verlauf der Route EV 6 ist in Österreich identisch mit dem Donauradweg, welcher in Österreich zwischen Passau (Bayern, Deutschland) und Bratislava, der Hauptstadt der Slowakei, verläuft. Dabei führt er durch die drei Bundesländer Oberösterreich, Niederösterreich und Wien. Er folgt größtenteils der Donau, welche auch mehrfach überquert wird. Zwischen Wien und Hainburg an der Donau führt er durch den Nationalpark Donau-Auen. Von Wolfsthal aus verläuft er neben der Pressburger Straße B 9 bis zur slowakischen Staatsgrenze nach Bratislava.

## EV 7
Von Südtirol kommend verläuft der EV 7 im Wesentlichen auf dem Inn-Radweg. Ab Salzburg führt die Route weiter Richtung České Budějovice in Tschechien.

## EV 9
Der EV 9 verläuft aus Tschechien kommend durch Niederösterreich, Wien und die Steiermark. In Reintal beginnt der österreichische Abschnitt des EV 9. Er führt zunächst durch das niederösterreichische Weinviertel über Mistelbach und Ladendorf nach Wien. Von dort verläuft er als Thermenradweg über Baden, Leobersdorf und Wiener Neustadt nach Mönichkirchen, wo dieser dann an der Grenze zur Steiermark endet.
Da in der ursprünglichen Variante des EV 9 der Semmering auf der Bundesstraße ohne Radweg hätte befahren werden müssen, wurde beschlossen, einen neuen Verlauf für diese Route zu errichten. Von Lanzenkirchen über Bad Erlach–Pitten–Seebenstein–Grimmenstein bis Aspang verläuft durch die Verlängerung des Thermenradweges ein neuer durchgehender Radweg. Von Erlach (nahe dem bestehenden Eurovelo 9) über Pitten, Seebenstein bis Warth ist bereits ein Radweg fertig, der Pittentalradweg (Mai 2010). Von Aspang wurde nicht wie anfangs geplant die Panoramastraße nach Mönichkirchen hinauf benutzt, sondern eine abseits der B 54 liegende Route durch den Wald auf teilweise bestehenden Gemeindestraßen und Forstwegen hergestellt. Der südliche Teil von Wiener Neustadt bis Mönichkirchen wurde am 17. September 2011 eröffnet. Die 'alte' Strecke von Erlach Richtung Semmering ist mit Schwarzatalradweg und auch noch mit Eurovelo 9 beschriftet (September 2011). In Mönichkirchen endet der niederösterreichische Teil des EV 9.
In der Steiermark trägt er die Bezeichnung R12 und führt bis zur Staatsgrenze nach Bad Radkersburg.

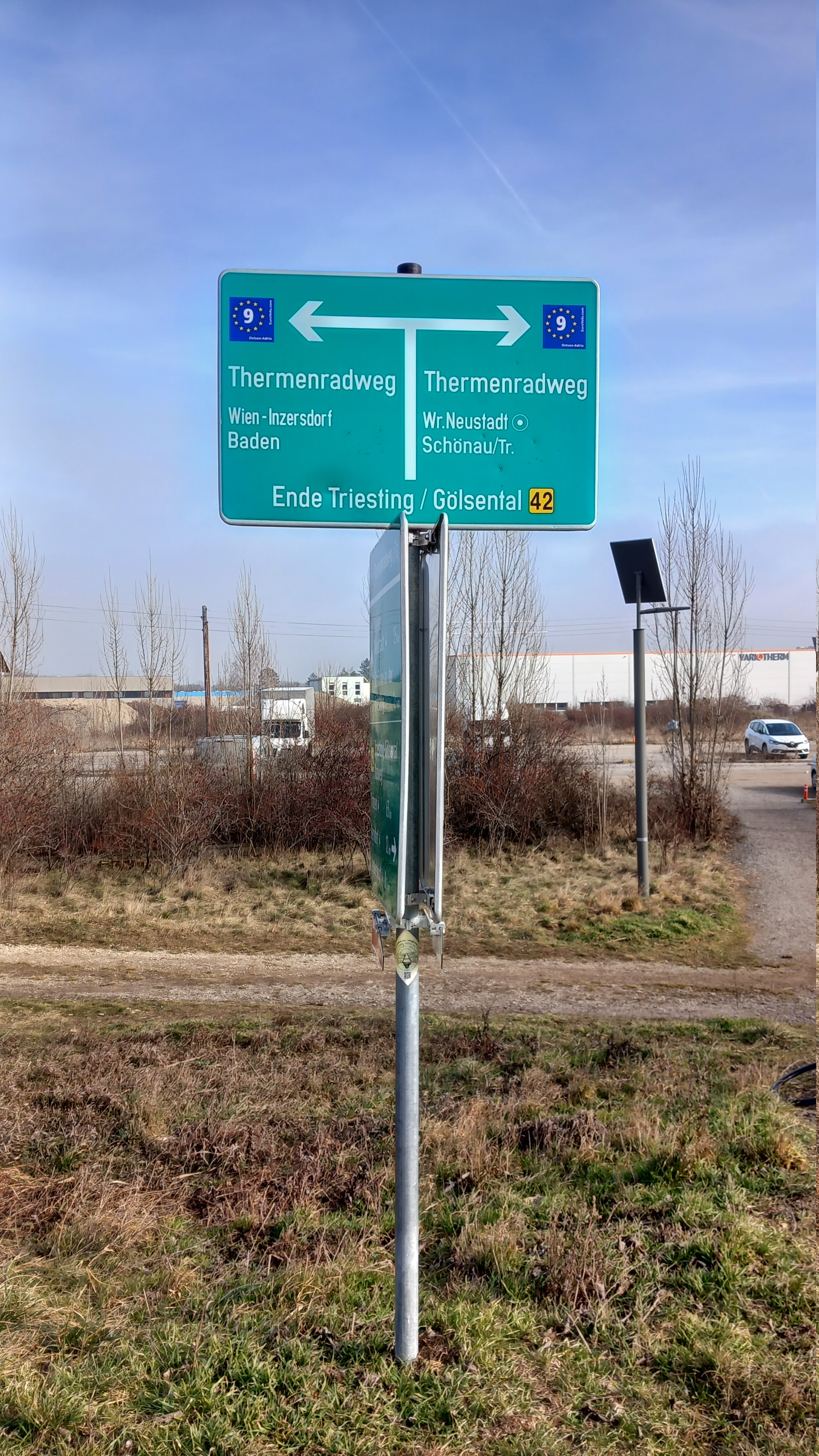
Wegweiser des EV 9 am Thermenradweg in Leobersdorf, Niederösterreich
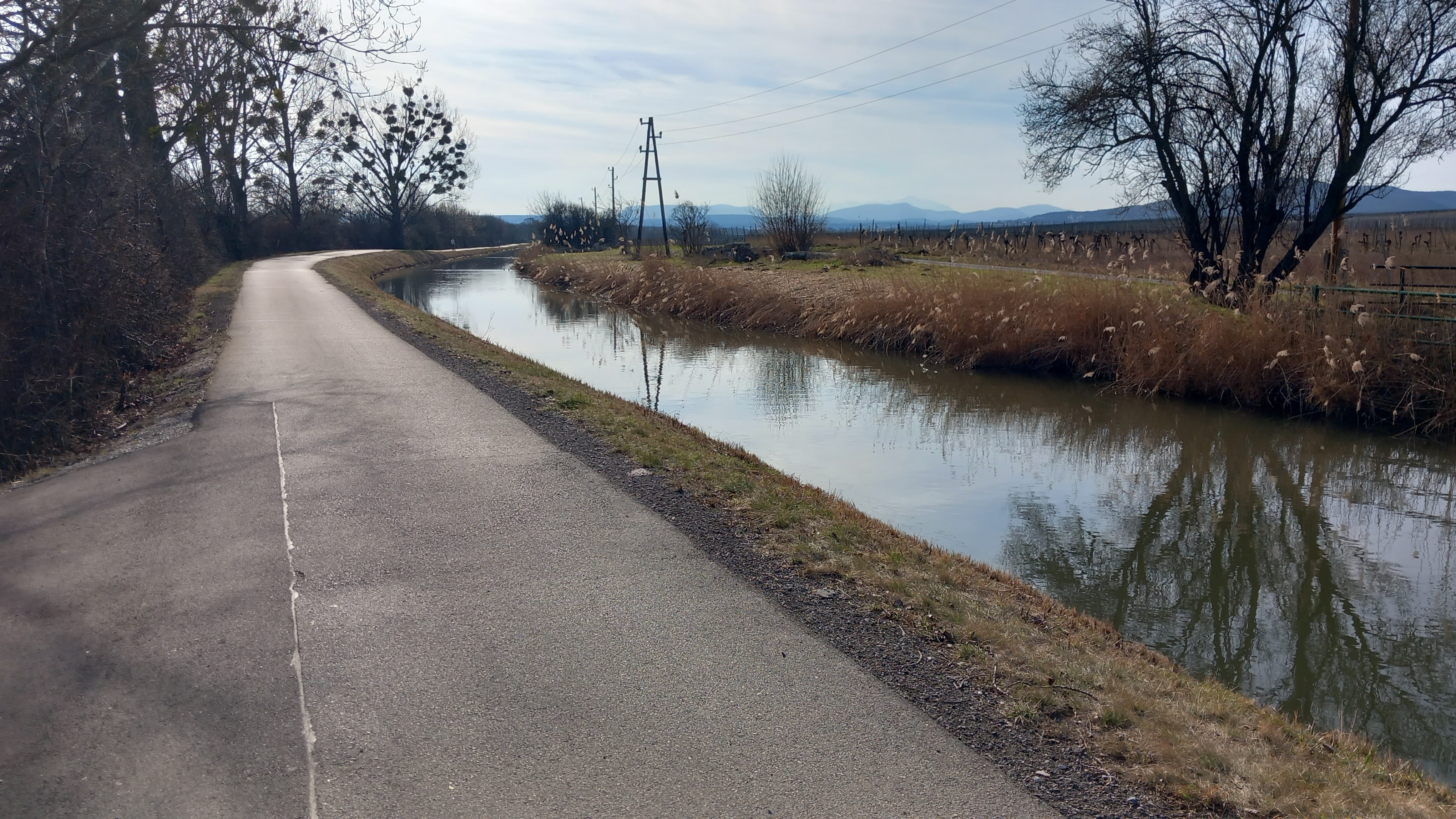
EV 9 bei Baden, Niederösterreich als Thermenradweg am Wiener Neustädter Kanal

## EV 13
Der Iron Curtain Trail, auch Eiserner-Vorhang-Route genannt, führt entlang der österreichischen Grenze zu Tschechien, der Slowakei und Ungarn.

## EV 14
Der EV 14 führt von Zell am See entlang des Tauernradwegs nach Bischofshofen und zweigt dort nach Radstadt ab. Anschließend folgt er dem Ennsradweg nach Liezen, weiter dem Rastlandradweg nach St. Michael in Obersteiermark und dem Murradweg nach Graz. Danach verläuft er entlang des Mostwärtsradwegs nach Gleisdorf und des Raabtalradwegs bis zur ungarischen Grenze bei Szentgotthárd.